# Сальтазавр
Сальтазавр (лат. Saltasaurus) — род завроподовых динозавров из подсемейства Saltasaurinae семейства Saltasauridae, живших в конце мелового периода (ранний маастрихт, 72,1—69,0 млн лет назад) на территории современной Аргентины.

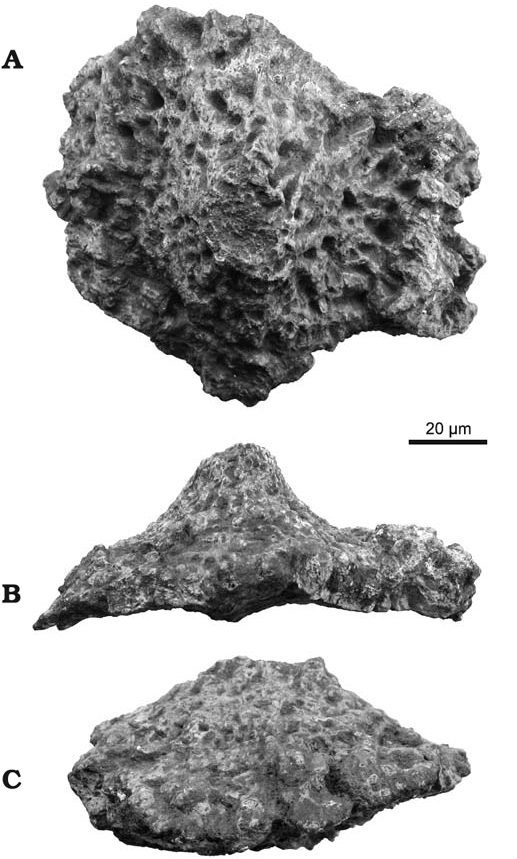
Крупная остеодерма сальтазавра

## Описание
Сальтазавр был небольшим животным в сравнении со многими другими титанозаврами. По оценке Грегори Пола 2010 года, этот динозавр достигал 8,5 м в длину при массе в 2,5 т. В 2013 году Дональд Хендерсон дал бо́льшую оценку: 12,8 м в длину при массе в 6,87 т. Молина-Перрес и Ларраменди (2020) оценили прижизненную длину образца PVL 4017-92 в 8,9 м при двухметровой высоте в плече, а массу — в 2,85 т.
Примечателен как первый завропод, для которого было точно доказано наличие остеодерм (костяных пластин) на коже. До того как его открыли и описали в 1980 году, никто не подозревал, что у завропод могла быть такая защитная «панцирная» кожа, а найденные пластины приписывались анкилозаврам. Прочие признаки типичны для группы завропод в целом: длинная гибкая шея, длинный, толстый, очень мускулистый хвост, маленькая голова, столбовидные ноги.